# Uncula
Uncula là một chi bướm đêm thuộc họ Noctuidae.